# Liste der Stadtgemeinden in der Freien Hansestadt Bremen

Administrative Gliederung der Freien Hansestadt Bremen: zwei Stadtgemeinden

Die Liste der Stadtgemeinden in der Freien Hansestadt Bremen listet die Stadtgemeinden
im deutschen Land Freie Hansestadt Bremen.
Es besteht aus insgesamt zwei politisch selbstständigen Städten (gesetzliche Bezeichnung: Stadtgemeinden). Die Freie Hansestadt Bremen zählt wie Berlin und Hamburg bundesrechtlich zu den Stadtstaaten – im Gegensatz zu einem Flächenstaat. Sie ist faktisch jedoch ein Zwei-Städte-Staat.

## Stadtgemeinden
| Stadtgemeinde | Einwohner 31. Dezember 2023 |
| ------------- | --------------------------- |
| Bremen        | 584.332                     |
| Bremerhaven   | 118.323                     |

## Besonderheiten
Die Stadtgemeinde Bremen verfügt mit dem Stadtbremischen Überseehafengebiet Bremerhaven über eine Exklave innerhalb der Stadtgemeinde Bremerhaven (siehe Karte).
Beide Stadtgemeinden sind Großstädte (mindestens 100.000 Einwohner).